# Роберт (виконт Дижона)
Роберт (905/910 — 958/960) — виконт Отёна и Дижона (с 936 года).
Родился 905/910. Упоминается в документах 936—958 годов. Брат Родольфа (Рауля), графа Дижона (ум. 952).
Вероятно, потомок Манассе I (ум. после 912) — графа Дижона, и таким образом близкий родственник Гизельберта — герцога Бургундии. Согласно другим источникам, сын графа Герберта де Труа и его жены Тиберги Арльской, или сын некоего Роберта, родившегося в 870 и умершего после 910 года.

## Семья
Жена — Ингельтруда. Её происхождение не выяснено. Предположительно родственница графов Макона.
Дети:
- Ламберт (ум. 22 февраля 979), граф Шалона.
- Роберт, виконт Шалона, упом. в 980
- Рауль, виконт Дижона, умер 13 ноября, год не известен.